# Эргольдсбах
Эргольдсбах (нем. Ergoldsbach) — ярмарочная община в Германии, в Республике Бавария.
Община расположена в правительственном округе Нижняя Бавария в районе Ландсхут. Подчиняется управлению Эргольдсбах.  Население составляет 7484 человека (на 31 декабря 2010 года). Занимает площадь 57,06 км².
Община подразделяется на 5 сельских округов.

## Население
По оценке на 31 декабря 2015 года население общины Эргольдсбах составляет 7709 чел. 

| Дата      | 1840 | 1871 | 1900 | 1925 | 1939 | 1950 | 1961 | 1970 | 1987 | 2011 |
| --------- | ---- | ---- | ---- | ---- | ---- | ---- | ---- | ---- | ---- | ---- |
| Население | 2208 | 3080 | 3876 | 4471 | 4620 | 6482 | 5929 | 6070 | 6189 | 7384 |

| Год       | 1960 | 1970 | 1980 | 1990 | 2000 | 2009 | 2010 | 2011 | 2012 | 2013 | 2014 | 2015 |
| --------- | ---- | ---- | ---- | ---- | ---- | ---- | ---- | ---- | ---- | ---- | ---- | ---- |
| Население | 5967 | 6117 | 6018 | 6450 | 7324 | 7448 | 7484 | 7386 | 7459 | 7530 | 7575 | 7709 |